# الحضارم

خريطة حضرموت ومناطق حضارم المهجر

الحضارم هو لفظ يطلق على كل من انتسب إلى حضرموت جنوب شبه الجزيرة العربية. دخلوا في الإسلام في العام السابع للهجرة حين وفد وفدهم على النبي محمد في مكة المكرمة. وهم الذين أوصلوا شعاع الإسلام إلى أقصى الشرق الآسيوي بسبب هجراتهم وتعلقهم بعاداتهم ودينهم كما قال أمير البيان شكيب أرسلان: «أن تاريخ الحضارم ومجدهم الحقيقي خارج وطنهم»، وكان شكيب أرسلان ينوي تأليف كتاب بعنوان «السيل العارم في تاريخ الحضارم»، وتلك المعلومة نقلها الشيخ عبد الله بلخير ولكن المنية عاجلت شكيب أرسلان قبل ذلك.

## الهجرة إلى أنحاء العالم
كان الفقر في حضرموت هو دافع هجرة الحضارم، وحين بدأت الهجرة الحضرمية إلى شبه الجزيرة العربية وبالذات إلى أرض الحجاز كانت الحجاز مشهدا من مشاهد العطاء في السنون العجاف الأولى للحضارم، وذلك بعد أن منح الملك عبد العزيز آل سعود بعض الحضارم الجنسية السعودية.
وأيضاً إلى باقي دول الخليج وباقي أرجاء الدول العربية، وإلى دول جنوب شرق آسيا إندونيسيا، وماليزيا، والفلبين، وسنغافورة، وبروناي. وأيضاً إلى جنوب أفريقيا كتنزانيا، وكينيا، وزنجبار سابقاً التي هي الآن إحدى مدن تنزانيا. غالبيتهم اختلطوا مع السكان وأصبحوا يحملون ملامحهم ولكن لا يزال بعضهم يتكلم العربية في تلك البلاد ويعتبرون أنفسهم حضارم عرب ويترواح أعدادهم بين 14 و 15 مليون نسمة. وبحسب ما جاء في صحيفة CNN الإلكترونية التي أفادت بأن تعداد سكان الحضارم في شرق آسيا وحدها يبلغ حوالي 25 مليون نسمة.
وإلى بلاد الهند حيث قويت في القرن السابع الهجري الثالث عشر الميلادي، وأول من اشتهر بها على الصعيد الدعوي من الحضارمة بنو عبد الملك بن علوي عم الفقيه المقدم من أبناء العلويين، فقد انتشروا هناك واتصلوا بملوك وزعماء وكانت لهم مكانة عالية بين مسلمي الهند، ويدعون بآل عظمة خان.

## الحضارم ونشر الإسلام
ساهم الحضارم في نشر الإسلام ونشر الحرف العربي وتأسيس حركة أدبية صحفية بحاجة إلى من يتفرغ لدراستها. ولقد أصدر رجال الفكر والأدب الحضارم أكثر من عشرين صحيفة ومجلة في إندونيسيا وحدها، عوضًا عن ماليزيا وسنغافورة وتايلاند ومالاوي وبورما والهند وزنجبار والصومال وإثيوبيا وجزر القمر والفلبين.

### الهند
ذكرت بعض المصادر أنه وصل نحو 300 عالم وشيخ إلى دلهي بدعوة من الحاجة بيجيوم وهي إحدى زوجات الإمبراطور المغولي همايون التي ذهبت للحج سنة 968 هـ واصطحبت هذا العدد الكبير من العلماء الحضارمة كضيوف على الأسرة الحاكمة للقيام بوظيفة التعليم الديني والدعوة إلى الله في الهند. فعاش هؤلاء الدعاة حياة دينية نشطة في موطنهم الجديد، وشكلت هذه البعثة الحضرمية ببلاد الهند في القرن العاشر الهجري نهضة عظيمة لدين الإسلام امتد من خلالها الإسلام وآدابه ولغته وقيمه ومبادئه في المجتمعات الهندية.
وكان أمراء المسلمين الهنود دائمي الالتماس من علماء حضرموت للحضور إلى الهند للإسهام في نشر العلوم الدينية في مختلف الممالك والسلطنات المسلمة كأحمد أباد، وباروش، وسورت، ودولت، وأحمد نجر، وبيجابور، وبليجام، وحيدر أباد، وبيدار، وبراد، وجولكنده، وغيرها من المناطق والأقاليم الهندية.

## الثقافة الحضرمية
في إندونيسيا وسنغافورة وماليزيا والإمارات وغيرها من جزر شرق آسيا عشرات المؤلفات وعشرات الصحف وعشرات المعارك الفكرية التي ألفها وأصدرها وخاضها الحضارم وأيضاً اجتهاد الحضارم في خدمة الدعوة الإسلامية واللغة العربية والأدب العربي والذي تحدث عنه أحد الكتاب من منطقة الخليج وهو الكويتي يعقوب (يوسف الحجي) وذلك حين أصدر ذلك كتاباً عن حياة الشيخ عبد العزيز الرشيد الذي أتصل برجال الدعوة الحضارم هناك، واختلط تاريخه بتاريخهم فكتب الدكتور الحجي في هذا الكتاب الذي صدر عن «مركز البحوث والدراسات الكويتية» سنة 1993م فصولاً تاريخ الحضارم في إندونيسيا ومرفق بصور من صفحات الصحف والمجلات التي أصدروها، وقال إن الحضارم المسلمين هم رواد الحركة الأدبية الصحفية العربية في المهجر الشرقي مثلما كان الشاميون المسيحيون أصحاب الفضل في تأسيس الحركة الأدبية العربية في المهجر الغربي «أمريكا» ولكن الفرق أن أحداً لم يدرس حركة الأدب والصحافة التي أسسها العرب المسلمون في الشرق وانصبت الدراسات على ما قام به العرب المسيحيون في أمريكا.

## دور الحضارم في التجارة الآسيوية
لقد استطاع العرب بأن يلعبوا دورا مهما في التجارة منذ القرن الخامس عشر في منطقة جنوب شرق آسيا، وعندما تمكن السيد ستامفورد (Sir Stamford) من اكتشاف سنغافورة في عام 1819 للميلاد، قام باجتذاب العرب إلى مدينته الجديدة. وبحلول عام 1824 للميلاد، كان هناك 15 مواطن عربي من أصل عدد سكان المدينة البالغ عددهم 10,683 مواطن، وقد كان لديه الشعور بأن الهجرة العربية سوف تتزايد بشكل سريع، وتحديدا كان مخططه بأن يجعل من سنغافورة منطقة عربية، وفي إعلان لجنة الإسكان لعام 1822 ميلادية، قد صرح قائلا «سوف يتم أخذ العرب بعين الاعتبار ومتطلباتهم، وأعتقد بأنه من الأفضل أن تكون مقر إقامتهم بجوار مقر سكن السلطان». وكما ذكرنا سابقا بأن أوائل العرب قد وصلوا إلى سنغافورة في عام 1819 للميلاد من التجار شديدو الثراء، وكانوا من فلمبان في سومطرة.